# 142 Pułk Piechoty (Imperium Rosyjskie)
142 Zwienigorodzki pułk piechoty (ros. 142-й пехотный Звенигородский полк) – oddział piechoty Armii Imperium Rosyjskiego.

## Formowanie i zmiany organizacyjne
16 sierpnia 1806 z jednej grenadierskiej i trzech muszkieterskich rot Sielenginskiego pułku muszkieterów został sformowany Jakucki pułk muszkieterów, w składzie trzech batalionów. 22 lutego 1811 oddział został przemianowany na Jakucki pułk piechoty. 28 stycznia 1833 w skład pułku zostały włączone: I i III batalion Kozłowskiego pułku piechoty oraz II batalion 35 pułku strzelców (jegrów). Od tego czasu pułk liczył sześć batalionów.
13 października 1863 Jakucki rezerwowy pułk piechoty został przeformowany w Zwienigorodzki pułk piechoty. 25 marca 1864 pułk otrzymał numer „142”. Do 1914 oddział stacjonował w mieście Orzeł.
W 1914 pułk wchodził w skład I Brygady 36 Dywizji Piechoty (13 Korpus Armijny).

W  lipcu 1914, na bazie zalążków wydzielonych z pułku, w ramach 2 fali mobilizacyjnej, sformowany został rezerwowy 290 pułk piechoty.

142 pułk piechoty rozformowany został w 1918.
W 1909 w pułku pełnił służbę ppłk Witold Otocki-Dołęga.

## Dowódcy pułku
- płk Buczinskij
- płk Aleksander Wasiljewicz Szeriemietow
- płk Paweł Andriejewicz Nikitin
- płk Gieorgij Nikołajewicz Wienieckij